# Sint-Jozefklooster (Maasbree)
Het Sint-Jozefklooster is een voormalig klooster te Maasbree, gelegen aan Op de Kemp 45.
Dit klooster werd gebouwd in 1902-1903 en werd bewoond door de Zusters van de Goddelijke Voorzienigheid. Dezen verzorgden het onderwijs. Er was een school aan het kloostercomplex aangebouwd, welke in het laatste kwart van de 20e eeuw werd gesloopt. De zusters verbleven er tot 1988.
De voorgevel van het klooster is symmetrisch met een middenrisaliet en topgevel met, boven de ingang, een Sint-Jozefbeeld.
Het kloostergebouw is geklasseerd als Rijksmonument.